# 天苑增十五
波江座21，又名BD-06 713，HD 22713、SAO 130634、HR 1111，是波江座的一颗恒星，视星等为5.96，位于銀經192.27，銀緯-44.75，其B1900.0坐标为赤經3h 34m 4.8s，赤緯-5° -44.75′ 48″。